# Рејмонд Кател
Рејмонд Бернард Кател (енгл. Raymond Bernard Cattell; Вест Бромич, 20. март 1905 — Хонолулу, 2. фебруар 1998) био је британски и амерички психолог, познат по својим психометријским истраживањима интраперсоналне психолошке структуре. Истраживао је основне димензије личности и темперамента, распон когнитивних способности, динамичке димензије мотивације и емоције, социјално понашање, примене истраживања личности на психотерапију и теорију учења. Кател је аутор, коаутор или уредник скоро 60 научних књига, више од 500 научних чланака и преко 30 стандардизованих психометријских тестова, упитника и скала за оцењивање. Према великим истраживањима, Кател је био 16. најугледнији, седми најзапаженији у научној литератури  и међу најпродуктивнијим, али и контроверзним психолозима 20. века.
Кател је био предлагач употребе факторских аналитичких метода да би емпиријски истраживо основне димензије личности, мотивације и когнитивних способности. Један од резултата Кателове примене факторске анализе било је његово откриће 16 посебних, одвојених примарних фактора унутар нормалне сфере личности. Он је ове факторе назвао „изворним особинама". Ова теорија фактора личности и инструмент самопроцене које се користе за мерење познате су као 16 фактора личности или 16PF упитник (16PF).
Кател је спровео низ емпиријских истраживања о основним димензијама других психолошких домена: интелигенцији, мотивацији, процени каријере и професионалним интересима. Кател је теоретисао постојање флуидне и кристализоване интелигенције да би објаснио људске когнитивне способности  и конструисао тест поштене интелигенције културе како би се умањила пристрасност писаног језика и културне природе у тестирању интелигенције.

## Биографија

### Енглеска
Рејмонд Кател је рођен 20. марта 1905. у малом граду у Енглеској, близу Бирмингему, где је породица његовог оца учествовала у проналаску нових делова за моторе, аутомобиле и машине. Тако су његове године одрастања биле време када су се одвијале велике технолошке и научне идеје и напредак, што је увелико утицало на његову перспективу о томе како неколико људи заправо може направити разлику у свету. Он је написао: „Година 1905. је била добра година за рођење. Авион је био стар само годину дана. Кири и Радерфорд су те године ушли у срце атома и мистерију његових зрачења, Алфред Бине је покренуо први тест интелигенције и Ајнштајн, теорија релативности.
Када је Кател имао око пет година, његова породица се преселила у Торки, Девон, у југозападној Енглеској, где је одрастао са снажним интересима у науци и провео много времена у пловидби. Био је први у својој породици (и једини у својој генерацији) који је похађао универзитет: 1921. године добио је стипендију за студирање хемије на Кингс колеџу у Лондону, где је стекао диплому са почастима прве класе у доби од 19 година. Док је студирао физику и хемију на универзитету, учио је од утицајних људи у многим другим областима, који су посетили или живели у Лондону. Он пише: „Ја сам претраживао далеко изван науке у свом читању и присуствовао јавним предавањима - Бертранд Расел, Херберт Џорџ Велс, Олдус Хаксли и Џорџ Бернард Шо су били моји омиљени говорници (последњи, на састанку на Кингс колеџу, претворио ме у вегетаријанство - скоро две године!)
Како је из прве руке уочио страшна разарања и патње након Првог светског рата, Кател је све више привлачио идеју примене знанствених алата на озбиљне људске проблеме које је видео око себе. Он је навео да је у културном преокрету после Првог светског рата осећао да је његов лабораторијски сто почео да се чини премалим и да су светски проблеми тако велики. Тако је одлучио да промени своје поље студија и докторира психологију на Кингс колеџу у Лондону, 1929. године.. Његов саветник на Кингс колеџу у Лондону био је Франсис Авелинг, који је такође био председник Британског психолошког друштва од 1926. до 1929. године. Године 1939. Кател је награђен за изванредан допринос психолошким истраживањима са престижним високим докторатом са Универзитета у Лондону.
Док је радио на свом докторату, Кател је прихватио позицију и саветовање на Одсеку за образовање на Универзитету Екетер. Он је на крају закључио да је ово разочаравајуће јер је било ограничених могућности за истраживање. Кател је завршио свој дипломски рад са Сперманом, енглеским психологом и статистичарем који је познат по свом пионирском раду на процени интелигенције, укључујући развој идеје општег фактора интелигенције названог г. Током своје три године на Екстеру, Кател је оженио Монику Роџерс, коју је познавао још од детињства у Девону и заједно су имали сина. Оставила га је четири године касније. Убрзо се преселио у Лестер, где је организовао једну од првих дечијих клиника у Енглеској. И у овом периоду завршио је своју прву књигу, која је описала његове бројне авантуре пловидбе јужног Девона и Дармора.

### Сједињене Америчке Државе
Године 1937. Кател је напустио Енглеску и преселио се у Сједињене Државе када га је Едвард Ли Торндајк позвао да дође на Универзитет Колумбија. Када је професор психологије постао доступан на другом универзитету 1938. године, препоручен је од Торндајка и именован је на ту позицију. Међутим, он је тамо водио мало истраживања и био је „стално депресиван". Био је позван од стране Гордона Олпорта да се придружи факултету Харвардског универзитета 1941. године када је почео нека истраживања о личности која би постала основа за већи део његовог каснијег научног рада.
Током Другог светског рата, Кател је служио као цивилни консултант америчке владе у истраживању и развоју тестова за избор официра у оружаним снагама. Вратио се на Харвард и оженио се Албертом Карен, доктор математике на колеџу. Током година радила је са Кател-ом на многим аспектима његовог истраживања, писања и развоја тестова. Имали су три кћери и сина. Развели су се 1980.
Херберт Вудро, професор психологије на Универзитету Илиноиса у Урбана-Шампејну, трагао је за особом са искуством у мултиваријатним методама како би успоставио истраживачку лабораторију. Кател је позван да преузме ту позицију 1945. године. Са овом новоствореном професорском професијом из психологије, био је у могућности да добије довољну подршку за два сарадника, четири дипломирана асистента у истраживању и помоћника.
Један од разлога због којих се Кател преселио на Универзитет у Илиноису био је зато што се тамо развијао први електронски компјутер који је у потпуности изградила америчка образовна институција, што му је омогућило да заврши анализе фактора великих размера. Кател је основао лабораторију за процену личности и групно понашање. Године 1949. он и његова супруга оснивају институт за тестирање личности и способности. Карен Кател је била директор до 1993. године. Кател је остао у професији у Илиноису док није достигао обавезну старосну доб за пензионисање 1973. године. Неколико година након што се повукао са Универзитета у Илиноису, изградио је кућу у Болдеру, у Колораду, где је написао и објавио резултате различитих истраживачких пројеката који су остали недовршени у Илиноису.
Године 1977. Кател се преселио на Хаваје, углавном због своје љубави према океану и пловидби. Каријеру је наставио као ванредни професор и саветник на Хавајском универзитету. Такође је служио као помоћник на факултету Хавајске школе професионалне психологије. Након што се настанио на Хавајима, оженио се Биркет, клиничким психологом, који је касније спровео опсежна истраживања користећи 16ПФ и друге тестове. Током последње две деценије свог живота на Хавајима, Кател је наставио да објављује различите научне чланке, као и књиге о мотивацији, научној употреби факторске анализе, два волумена личности и теорије учења, наслеђе личности и сарадњу. - приредила књигу о функционалном психолошком тестирању, као и комплетну ревизију његовог веома познатог Приручника мултиваријантне експерименталне психологије.
Кател и Биркет Кател живели су у лагуни у југоисточном углу Оаху где је држао малу једрилицу. Око 1990. године морао је одустати од своје каријере због пловидбе због изазова у навигацији који су проистекли из старости. Умро је 2. фебруара 1998. године у Хонолулу, у доби од 92 године. Сахрањен је у Долини храмова на падини брда изнад мора. Његова воља је обезбедила преостала средства за изградњу школе за угрожену децу у Камбоџи. Био је агностик.

## Научна оријентација
Када је Кател ушао у ново поље психологије двадесетих година 20. века, осећао је да домен личности доминирају спекулативне идеје које су у великој мери интуитивне са мало / без емпиријског истраживања. Кател је прихватио Едвард Ли Торндајково емпиричко гледиште да „ако је нешто заиста постојало, постојало је у некој количини и стога се могло мерити." 

Кател је открио да конструкти које користе рани психолошки теоретичари имају тенденцију да буду донекле субјективни и слабо дефинисани. На пример, након што је прегледао преко 400 објављених радова на тему „анксиозности" 1965. године, Кател је изјавио: „Студије су показале толико фундаментално различитих значења која се користе за анксиозност и различите начине мерења, да се студије нису могле ни интегрисати". Теоретичари ране личности склони су да пруже мало објективних доказа или истраживачких основа за њихове теорије. Кател је желео да психологија постане више налик другим наукама, при чему би се теорија могла тестирати на објективан начин који би други могли разумети и реплицирати. У Кател-овим речима:
„Психологија је изгледала као џунгла збуњујућих, конфликтних и произвољних концепата. Ове пред-научне теорије без сумње садрже увиде који још увек превазилазе у профињености оне од које су психијатри или психолози зависили. Неки ће тврдити да су изјаве једног теоретичара тачне, али друге ће фаворизовати ставове других. Онда не постоји објективан начин да се истина реши осим кроз научна истраживања".

Професор Свенеи, експерт у конструкцији психометријских тестова, сумирао је Кателову методологију:
„Кател је био без изузетка један човек који је направио најзначајније кораке у систематизацији области бихевиоралне науке из свих његових разноврсних аспеката у праву науку засновану на емпиријским, поновљивим и универзалним принципима. систематски истраживач посвећен не само основној потрази за научним сазнањима, већ и потреби примене науке на добробит свих".  https://web.archive.org/web/20080131080507/http://www.stu.ca/~jgillis/triswe.htm. Недостаје или је празан параметар |title= (помоћ)

## Мултиваријантна истраживања
Уместо да се бави „униваријатним" истраживачким приступом психологији, проучавајући ефекат који једна варијабла (као што је „доминација") може имати на другу варијаблу (као што је „доношење одлука"), Кател је увео употребу мултиваријатне експерименталне психологије (анализа неколико варијабли истовремено) Он је веровао да су бихевиоралне димензије сувише сложене и интерактивне да би у потпуности разумеле варијабле у изолацији. Класични униваријатни приступ захтевао је да се појединац доведе у вештачку лабораторијску ситуацију и да се мерење ефекта једне специфичне варијабле на други - познато и као „бивариатски" приступ, док је мултиваријатни приступ омогућио психолозима да проуче целу особу и њихову јединствену комбинацију особина у контексту природног окружења. Мултиваријантни експериментални истраживачки пројекти и мултиваријантне статистичке анализе омогућили су проучавање „реалних" ситуација (нпр. Депресије, развода, губитка) које се не могу манипулирати у вештачком лабораторијском окружењу.
Кател је применио мултиваријантне истраживачке методе кроз неколико интраперсоналних психолошких домена: конструкције особина (нормалних и абнормалних) личности, мотивационе или динамичке особине, емоционална стања и стања расположења, као и разноврсне когнитивне способности. У сваком од ових домена, сматрао је да мора постојати коначан број основних, јединствених димензија које се могу емпиријски идентификовати. Он је направио поређење између ових основних, основних (изворних) особина и основних димензија физичког света које су откривене и представљене, на пример, у периодичној табели хемијских елемената.
Године 1960. Кател је организовао и сазвао међународни симпозијум како би повећао комуникацију и сарадњу међу истраживачима који су користили мултиваријатну статистику за проучавање људског понашања. То је резултирало оснивањем Друштва мултиваријатне експерименталне психологије и његовог водећег часописа, мултиваријантно истраживање понашања. Он је довео многе истраживаче из Европе, Азије, Африке, Аустралије и Јужне Америке да раде у његовој лабораторији на Универзитету Илиноис. Многе његове књиге које укључују мултиваријатна експериментална истраживања написане су у сарадњи са познатим колегама.

## Анализа фактора
Кател је приметио да у тврдим наукама као што су хемија, физика, астрономија, као и у медицинској науци, непоткрепљене теорије су биле историјски широко распрострањене све док нису развијени нови инструменти за побољшање научног посматрања и мерења. Током 1920-их Кател је радио са Спарманом који је развијао нову статистичку технику факторске анализе у свом настојању да разуме основне димензије и структуру људских способности. Факторска анализа постала је моћно средство које помаже у откривању основних димензија које леже у основи збуњујућег низа површинских варијабли унутар одређеног домена.
Факторска анализа је изграђена на ранијем развоју коефицијента корелације, који даје нумеричку процену степена у којем су варијабле „ко-повезане". На пример, ако су „велика учесталост вежбања" и „ниво крвног притиска" мерени на великој групи људи, онда би интеркорелација ове две варијабле обезбедила квантитативну процену степена у којем су „вежбање" и „крвни притисак" директно повезани једни другима. Факторска анализа обавља сложене прорачуне коефицијената корелације међу варијаблама унутар одређеног домена (као што су когнитивне способности или конструкције особина личности) да би се одредили основни, јединствени фактори који леже у основи одређеног домена.
Док је радио на Универзитету у Лондону, Спарман истражује број и природу људских способности, Кател је претпоставио да се факторска анализа може применити на друга подручја изван домена способности. Конкретно, Кател је био заинтересован за истраживање основних таксономских димензија и структуре људске личности. Сматрао је да ако се експлораторна факторска анализа примени на широк спектар мера међуљудског функционисања, могу се идентификовати основне димензије унутар домена друштвеног понашања. Стога се факторска анализа може користити за откривање основних димензија које леже у основи великог броја површинских понашања, чиме се олакшава ефикасније истраживање.
Као што је горе наведено, Кател је дао много важних иновативних доприноса факторској аналитичкој методологији, укључујући Скрин тест за процену оптималног броја фактора за екстракцију, косу стратегију ротације, коефицијент сличности профила, П-техника аналиа, Р-техника факторска анализа, Такономе програм, као и Ротоплот програм за постизање максималних једноставних структуралних решења. Поред тога, многи истраживачи су добили своје утемељење у факторској аналитичкој методологији под водством Катела, укључијући, ауторитета за истраживачке факторске аналитичке методе.

## Теорија личности
Да би применио факторску анализу на личност, Кател је веровао да је потребно узорковати најшири могући опсег варијабли. Навео је три врсте података за свеобухватно узорковање, како би обухватио цели спектар димензија личности:
1. Животни подаци (или Л подаци) -укључују прикупљање података из природних, свакодневних животних понашања појединца, мерење њихових карактеристичних образаца понашања у стварном свету. Ово може да се креће од броја саобраћајних незгода или броја странака које присуствују сваког месеца, до просека оцена у школи или броја болести или развода.
2. Експериментални подаци (или Т-подаци) који укључују реакције на стандардизоване експерименталне ситуације настале у лабораторији у којој се понашање субјекта може објективно посматрати и мерити.
3. Подаци из упитника (или К-подаци), који укључују одговоре засноване на интроспекцији појединца о властитом понашању и осећајима. Открио је да ова врста директног испитивања често мери суптилна унутрашња стања и гледишта која би могла бити тешко видети или измерити у спољашњем понашању.

Да би се димензија личности назвала „фундаментална и унитарна", Кател је веровао да се она мора наћи у факторским анализама података из сва три домена мерења. Тако је конструисао мере широког опсега особина личности у сваком медију (Л-подаци; К-подаци; Т-подаци). Затим је спровео програмску серију факторских анализа о подацима добијеним из сваког од три мерна медија како би разјаснио димензионалност структуре људске личности.
Уз помоћ многих колега, Кател-ове студије фактора-аналитичара наставиле су се током неколико деценија, коначно су пронашле најмање 16 примарних фактора који су у основи људске личности (који обухвата 15 димензија личности и једну димензију когнитивних способности: Фактор Б у 16ПФ). Одлучио је да ове особине именује словима (А, Б, Ц, Д, Е ...) како би се избегло погрешно именовање ових новооткривених димензија, или позивање на конфузију са постојећим речником и концептима. Факторско-аналитичке студије које су спровели многи истраживачи у различитим културама широм света пружили су значајну подршку за валидност ових 16 димензија особина 
Како би се измерили ови конструкти особина у различитим добним распонима, Кател је конструисао (К-дата) инструменте који су укључивали упитник шеснаест фактора личности (16ПФ) за одрасле, Упитник личности средњих школа (ХСПК) - сада под називом Упитник о адолесцентској личности (АПК)), и Упитник за личност деце (ЦПК). Кател је такође конструисао (Т-дата) Објективну аналитичку батерију (ОАБ) која је обезбедила мере 10 највећих фактора особина личности екстрахованих фактора аналитички, као и објективне (Т-дата) мере динамичких конструкција особина као што су тест за анализу мотивације (МАТ), тест за анализу мотивације школа (СМАТ) и тест за анализу мотивације деце (ЦМАТ). Да би се измерила конструкција особина унутар абнормалне сфере личности, Кател је конструисао Упитник за клиничку анализу (ЦАК) Део 1 ЦАК мери 16ПФ факторе, док део 2 мери још 12 абнормалних (психопатолошких) особина личности димензије. ЦАК је касније поново означен као особни упитник (ПЕПК). Такође, у оквиру широко концептуализованог домена личности, Кател је конструисао мере стања расположења и пролазних емоционалних стања, укључујући и Упитник за осму државу (8СК). Поред тога, био је на челу конструкције централног комплета за државну особину.
Од самог почетка своје академске каријере, Кател је закључио да, као и у другим научним доменима као што је интелигенција, може постојати додатни, виши ниво организације унутар личности који би обезбедио структуру за многе примарне особине. Када је анализирао фактор интеркорелације 16 мера примарних особина, нашао је не мање од пет „других реда" или „глобалних фактора", сада познатих као Велики пет. Ови други стратуми или „глобалне особине" концептуализовани су као широки, свеобухватни домени понашања, који дају значење и структуру примарним особинама. На пример, екстраверзија „глобалне особине" настала је из факторско-аналитичких резултата који обухватају пет примарних фактора који су интерперсонални у фокусу 
Дакле, „глобална" екстраверзија је фундаментално дефинисана примарним особинама које су груписане заједно фактор аналитички, и, крећући се у супротном смеру, фактор екстраверзије другог реда даје концептуално значење и структуру овим примарним особинама, идентификујући њихов фокус и функцију у људска личност. Ова два нивоа структуре личности могу да обезбеде интегрисано разумевање целог човека, са „глобалним особинама" које дају преглед функционисања појединца на широки начин, као и специфичније оцене примарних особина које пружају дубину, детаљну слику јединствених комбинација особина појединца 
Истраживање фактора личности 16ПФ показало је да су ови конструкти корисни у разумевању и предвиђању широког спектра понашања у стварном животу. Дакле, 16 мера примарних особина и пет главних фактора другог стратума су коришћени у образовним окружењима за проучавање и предвиђање мотивације постигнућа, учења или когнитивног стила, креативности и компатибилног избора каријере; у радним или радним окружењима предвидети стил вођства, интерперсоналне вештине, креативност, савесност, управљање стресом и наглашеност несреће; у медицинским установама за предвиђање склоности срчаном удару, варијабли за управљање болом, вероватноће придржавања медицинских упута или начина опоравка од опекотина или трансплантације органа; у клиничком окружењу предвидети самопоштовање, интерперсоналне потребе, толеранцију фрустрације и отвореност за промене; и, у истраживачким окружењима, предвидети широк спектар бихевиоралних склоности као што су агресија, усклађеност и ауторитарност 
Кателова програмска мултиваријантна истраживања која су се проширила од 1940-их до 70-их  резултирала су у неколико књига које су широко препознате као идентификовање основних таксономских димензија људске личности и мотивације и њихових организационих принципа.
Наведене књиге документују програмску серију емпиријских истраживачких студија заснованих на квантитативним подацима о личности изведеним из објективних тестова (Т-подаци), из упитника само-извештаја (К-подаци) и из рејтинга посматрача (Л-подаци). Они представљају теорију о развоју личности током људског живота, укључујући ефекте на понашање појединца из породичних, социјалних, културних, биолошких и генетских утицаја, као и утицаје из домена мотивације и способности 

Као Ханс Ејсенк из Института за психијатрију, Лондон је приметио:
„Кател је био један од најплоднијих писаца у психологији од Вилхелма Вунта .... он је један од десет најцитиранијих психолога, и то је истина у погледу не само цитата у часописима друштвених наука него од двеста педесет најцитиранијих научника, само три психолога су направили оцену, на првом месту, Сигмунд Фројд,, затим Кател. Оставио је огроман утицај на психологију и науку уопште.

## Критика и АПА награда за животно дело
Године 1997. у 92. години живота, Кател је изабран од стране Америчке психолошке асоцијације (АПА) за своју „Златну медаљу за животно постигнуће у науци психологије". Пре него што је медаља представљена, Бари Мехлер је покренуо кампању против Катела кроз своју непрофитну фондацију ИСАР оптужујући Катела да је наклоњен према расистичким и фашистичким идејама  и тврдећи да „је несхватљиво поштовати овог човека чији посао помаже достигнуће најразорније политичке идеје 20. века“. АПА је сазвао комитет плаве траке како би истражио легитимност оптужби. Међутим, пре него што је комисија донела одлуку, Кател је издао отворено писмо комитету у којем каже: „Одвратан сам од расизма и дискриминације засноване на раси. Било које друго веровање било би супротно раду мог живота" и рекавши да је „жалосно да је најава АПА ... донела погрешне изјаве критичара великом публицитету."  Он је одбио награду, повлачећи своје име из разматрања. Комитет „плаве врпце" је стога распуштен и Кател је, у недостатку здравља, умро неколико месеци касније.
Вилиам Такер  и Бари Мехлер  критиковали су Катела на основу његових списа о еволуцији и политичким системима. Они тврде да се Кател током свог живота држао мешавине еугенике и нове религије која је он назвао Беиондисм и предложио као „нови морал од науке". Кател тврди да је разноликост културних група неопходна да би се омогућила та еволуција. Разматра контроверзне спекулације о природној селекцији која се заснива не само на раздвајању група, већ и на ограничавању „спољне" помоћи „неуспелим" групама од „успешних", и тврдећи за „образовне и добровољне мере контроле рађања" - тј. раздвајањем група и ограничавањем прекомерног раста неуспешних група. Јохн Гилис, биограф Кател-а, тврди да, иако су нека од Кателових ставова заиста контроверзна, Туцкер и Мехлер су преувеличали и погрешно представили његове погледе узимајући цитате ван контекста и позивајући се на застареле списе.
Анализирајући оптужбе које су резултирале ускраћивањем Кател-ове Златне медаље, Лотз (2008, p. 136) је закључила: „Кател је намерно погрешно цитиран ... и означен као академски расист. Ставови које је развио 1930-их били су уобичајени међу његовим савременицима, када су уверења о расним разликама била широко распрострањена, и не би требало да буду искривљена судом према данашњим стандардима. Општа научна опажања не би требало да се читају као личне моралне изјаве. Туцкер и Бари Мехлер) који су одабрали неке референце које се односе на Немачку, Хитлера или геноцид и цитирале их ван контекста”. Штавише, 1984. године Кател је недвосмислено изјавио: „Једина разумна ствар је да се не буде обавезујуће на утрци питање - то није централно питање, и било би велика грешка бити увучен у све емоционалне узнемирености које се дешавају у расправама о расним разликама. будите веома опрезни да одвојите еугенику од ње - стварна брига еугенике треба да буде са индивидуалним разликама. Заиста, супротно тврдњама о расизму, Горсух (1997) је написао (у писму Америчкој психолошкој фондацији, пар. 4) да: „Оптужба за расизам је 180 степени изван колосека. Кател је био први који је изазвао расну пристрасност у тестовима и покушао да смањи тај проблем." 
Радови и књиге Рејмонд Катела су седми најзапаженији у рецензираним часописима о психологији током 20. века.

## Новине и достигнућа
Кателово истраживање се углавном односило на личност, способности, мотивацију и статистичку анализу. У свом истраживању личности највише се памти по 16-факторском моделу нормалне стуктуре личности  тврдећи да је Ајзенкова теорија 3-факторски модел структуре личности превише једноставан, конструисао је 16-факторски упитник личности. Он је први предложио хијерархијски модел на више нивоа са многим примарним факторима, мање на првом нивоу и шире факторе „другог реда" у вишем слоју организације личности. Ове „глобалне особине" су претече тренутно популарног модела личности Великих пет (Big five model). Кателова истраживања довела су до даљег напретка, као што је разликовање мере између стања и особина (нпр. анксиозност у односу на стање), крећу од непосредних прелазних емоционалних стања, кроз дуготрајнија стања расположења, динамичке мотивационе особине, као и релативно трајне осовине личности. Кател је такође спровео емпиријске студије о развојним променама у конструкцијама особина личности током животног века.
У домену когнитивних способности, Кател је истраживао широк спектар способности, али је најпознатији по разликовању између флуидне и кристализоване интелигенције. Разликовао је апстрактне, адаптивне, биолошки утицајне когнитивне способности које је он назвао „флуидном интелигенцијом" и примењеном, заснованом на искуству и повећаном способношћу учења коју је назвао „кристализованом интелигенцијом". Тако, на пример, механичар који је радио на авионским моторима већ 30 година могао би имати огромно „кристализовано" знање о раду ових мотора, док би нови млади инжењер са „флуиднијом интелигенцијом" могао да се више фокусира на теорију функционисања мотора. Ова два типа способности се могу допуњавати и радити заједно на постизању циља. Као темељ за ову разлику, Кател је развио инвестициони модел способности, тврдећи да је кристализована способност настала из улагања флуидне способности у одређену тему знања. Он је допринио когнитивној епидемиологији са својом теоријом да се кристализовано знање, док се још примењује, може одржати или чак повећати након што способност флуида почне да опада са годинама, концепт који се користи у националном тесту читања одраслих (НАРТ). Кател је конструисао бројне тестове способности, укључујући и ЦАБ која обезбеђује мере од 20 примарних способности, и тест поштене интелигенције у култури (ЦФИТ) који је дизајниран да обезбеди потпуно невербалну меру интелигенције.
Кател је 1960. године основао Друштво експерименталне психологије и часопис Истраживање понашања, како би окупио, охрабрио и подржао истраживаче. Он је био чести корисник факторске анализе. Развио је нове факторске аналитичке технике, на пример, проналазак теста који користи кривуљу латентних корена да би проценио оптимални број фактора за екстракцију. Такође је развио нову ротациону процедуру за анализу фактора.